# Siegfried Nucke
Siegfried Nucke (* 22. Mai 1955 in Nordhausen) ist ein deutscher Autor und Verleger.
Nach dem Abitur an der Salzmannschule Schnepfenthal studierte Nucke Germanistik und Geschichte in Potsdam. Von 1981 bis 1984 absolvierte er ein Fernstudium am Literaturinstitut Leipzig. Er arbeitete als Lehrer, von 2001 bis 2018 war er für die Leitung des Wirtschaftsgymnasiums in Gotha verantwortlich. Nucke veröffentlicht seit 1980 Gedichte, Prosa, Hörspiele und Sachliteratur. 2014 gründete er den Verlag Tasten & Typen, für den er bis heute als Verleger verantwortlich zeichnet. Er ist Mitglied des Schriftstellerverbandes (VS) und seit 2010 im Vorstand des Landesverbandes Thüringen im Schriftstellerverband (VS). Siegfried Nucke erhielt mehrere Literatur- und Hörspielpreise.

## Bücher (Auswahl)
- Zeitsprung, Fotografien von Ulrich Kneise mit Texten von Siegfried Nucke. Kranichborn Verlag, Leipzig 1994, ISBN 3-390040-40-9.
- Zeitreise durch Thüringen. Ausflüge in die Vergangenheit. Wartberg Verlag, Gudensberg-Gleichen 1997, ISBN 3-86134-335-5.

## Arbeiten für den Rundfunk
- Zu Hause wartet Sven. Hörspiel. Ursendung 1983
- Die Zauberer von Mohonia. Hörspiel. Ursendung 1989
- Elche auf dem Müll. Hörspiel. Ursendung 1993
- Nur gereimt. Nicht gelogen. Hörspiel. Ursendung 1996

## Auszeichnungen
- 1991 Tuttlinger Literaturpreis für unveröffentlichte Prosa (3. Preis der Jury, Publikumspreis)
- 1993 Preisträger beim Hörspielpreis des ORB für „Elche auf dem Müll“
- 1994 Kinderhörspielpreis des MDR-Rundfunkrates (3. Preis) für „Elche auf dem Müll“
- 1995 Anerkennungspreis der Arbeitskammer Kärnten/Klagenfurt für Zeitsprung. Fotografien von Ulrich Kneise, mit Texten von Siegfried Nucke. Kranichborn Verlag, Leipzig 1994, ISBN 3-390040-40-9.
- 1995 Thüringer Literaturwettbewerb „Gestern – Heute - Morgen“ (2. Preis)
- 2000 Hans–im-Glück-Preis Limburg (3. Preis) für „Eskimos sagen Mamantu“, eine Vorarbeit für „216 Schlüssel“